# Yannick Le Pennetier
Yannick Le Pennetier  (Marseille, 25 mei 1954), beter bekend onder zijn pseudoniemen Balac en Yann, is een Frans scenarioschrijver van stripverhalen.

## Biografie

### Beginjaren
Na een studie architectuur en communicatie begon Yann in 1975 zich te wijden aan strips. Hij begon als tekenaar, maar al spoedig schreef hij liever de scenario's. In 1978 ontmoette Yann Didier Conrad en samen begonnen ze hun strips te publiceren in het Belgische tijdschrift Robbedoes. Tussen 1980 en 1982 verschenen twee delen van haar serie Helden zonder scrupules (Les Innommables). Hoewel Yann en Conrad goed werk leverden, besloten de redacties in 1982 het tijdschrift te verlaten.

### Periode Circus
Yann en Conrad begonnen bij het tijdschrift Circus. Haar eerste verhaal dat in Circus verscheen, was Bob Marone. Andere publicaties waren La Patrouille des libellules et Lolo et Sucette met Marc Hardy (1984 en 1988), Yoni met Frank Le Gall (1985-1987) en Samber met Yslaire (1985-1989). Yann schreef de scenario's voor de laatste drie delen van De avonturen van Freddy Lombard van Yves Chaland. Yann's eerste realistische en klassieke verhaal verscheen in 1989 met Nuit blanche (met tekeningen van Olivier Neuray.

### Periode na Circus
Hoewel er verhalen tussen 1998 en 2015 in het blad Bodoï verschenen, houdt Yann zich sindsdien meer bezig met verhalen in albumvorm. Het werk van Yann is zeer divers. Hij bracht zelfs Marsupilami uit met Batem, Lucky Luke met Morris en Kid Lucky met Conrad. In 2007 keerde Yann terug naar het tijdschrift Spirou van Dupuis-Verlag, waar hij samenwerkte  met Fabrice Tarrin en  Olivier Schwartz o.a. met serie "Atom Agency".
In 2023 maakte hij samen met tekenaar Dany een verhaal in de reeks Robbedoes en Kwabbernoot, voor de nevenreeks met gastauteurs. Het album Robbedoes en Blue Gorgon werd in 2024 uit de handel genomen na kritiek op de manier waarop vrouwen en zwarten worden afgebeeld, volgens critici respectievelijk seksistisch en racistisch.

### Reeksen
- A Propos de
- Angel Wings
- Atom Agency
- Basil et Victoria
- Het Bloed van de Porphyres
- Berentand
- Bob Marone
- Célestin Speculoos
- Circus - maandblad 1984-'85
- Colt Walker
- Cotton Kid
- Drie grijze haren
- Edelweiss
- De Eekhoornprins
- Empire USA
- Les Exploits de Yoyo
- Freddy Lombard
- Gastoon
- Govert Suurbier
- Gringos locos
- Guus
- Les Hauts de Hurlevent
- In bed of niet in bed
- Ivanhoé (Sanchez)
- De werelden van Thorgal: De jonge jaren van Thorgal
- De werelden van Thorgal - Wolvin
- Karaat
- Leonid en Spoutnika
- Lucky Luke
- Lucky Luke (Dargaud/Lucky Comics)
- De mangakiller
- Marsupilami
- Mezek
- De Nachtuil
- Narvalo
- Natasja
- De onnoembaren
- Over Lijken
- La Patrouille des Libellules
- Piège sur Zarkass
- Pin-Up
- Poezekat
- Poison Ivy
- Reizigers
- Robbedoes Album +
- Robbedoes en Kwabbernoot
- Een verhaal van Robbedoes en Kwabbernoot door
  - Piccolo in veldgroen (2009)
  - De luipaardvrouw (2014)
  - De meester van de zwarte hosties (2017)
- Rocky Luke
- Samber
- Spettertje
- Spirou Dream Team
- Spoon & White
- De Sterrenjagers
- Tako
- Theodoor Cleysters
- Thorgal
- Titia en Pijpelijn
- Vieze Sprookjes
- Le Voleur de ballerines
- Vrolijke vlucht
- Whaligoë
- Witte Nacht
- Witte Tijgerin
- XIII Mystery
- Yoni
- Cromimi, een verhaal in de Suske en Wiske-reeks

- Biblioteca Nacional de España: XX956032
- Bibliothèque nationale de France: cb126636363 (data)
- Catàleg d'autoritats de noms i títols de Catalunya: 981058513785506706
- Gemeinsame Normdatei: 123525845
- International Standard Name Identifier: 0000 0004 4516 3831
- Library of Congress Control Number: nb99022888
- Nationale Bibliotheek van Israël: 987007463093405171
- Nederlandse Thesaurus van Auteursnamen: 073053600
- Istituto Centrale per il Catalogo Unico: CFIV150369
- Système universitaire de documentation: 160961300
- Virtual International Authority File: 68939976
- WorldCat: E39PBJvXmHdPwJFtKwGBwpvfv3